# Gowrasamudra Kaval, Challakere
Gowrasamudra Kaval là một làng thuộc tehsil Challakere, huyện Chitradurga, bang Karnataka, Ấn Độ.